# Osiedle Majowe (Szczecin)
Majowe – osiedle administracyjne Szczecina, będące jednostką pomocniczą miasta. Położone w rejonie Prawobrzeża. Do marca 2003, wraz z osiedlem Kijewo, osiedle Majowe tworzyło jedno osiedle Majowe-Kijewo.
Według danych z Portalu Systemu Informacji Przestrzennej Miasta Szczecin, w roku 2025 osiedle zamieszkiwało 6494 osób. Według danych GUS z 31 grudnia 2019, w osiedlu na pobyt stały zameldowanych było 7121 osób (4 maja 2010 było ich 7820).

## Położenie
Osiedle położone jest na Prawobrzeżu w obrębie ulic Botanicznej, Struga, Nałkowskiej oraz Łubinowej. Wraz z Kijewem tworzyło wspólną radę osiedla. W 2003 roku nastąpił podział, po którym każde z osiedli, ma obecnie samodzielną radę osiedla.
Leży na terenie dawnej wsi Krzekoszów, która obejmowała swoim zasięgiem obecne osiedla Majowe oraz Kijewo. Sąsiaduje z osiedlami: Dąbie – na północy, Słoneczne – na zachodzie, Kijewo – na wschodzie i Klęskowo na południu.

## Zabudowa
Osiedle w początkowej fazie rozwoju zabudowywane było głównie pięciokondygnacyjnymi blokami mieszkalnymi oraz dwunastokondygnacyjnymi wieżowcami (rejon ulic Kosynierów, Maciejowicka, Dąbrowskiej). Uzupełniły one zabudowę jednorodzinną (w znacznej części przedwojenną) w rejonie ulic Zaranie i Botanicznej. W kolejnym etapie rozwoju osiedla powstawały już niemal wyłącznie bloki niskie, cztero- i pięciokondygnacyjne. Dodatkowo w celu uniknięcia charakteru zabudowy typowej dla osiedli z wielkiej płyty, bloki wykonywane były ze skośnymi dachami. Powstał także rynek otoczony blokami z lokalami usługowymi i handlowymi na najniższej kondygnacji (ul. Iwaszkiewicza). We wschodniej części osiedla, między ul. Wańkowicza i Botaniczną zlokalizowana została zabudowa szeregowa. Najnowsze budynki uzupełniające zabudowę osiedla częściowo utrzymane są w konwencji (niskie, ze skośnymi dachami, z zadbanym otoczeniem z dużym udziałem zieleni urządzonej), częściowo reprezentują bardziej kontrowersyjną formę (płaskie dachy, szare kolory, asymetryczne detale). W środkowej części osiedle przecięte jest niezagospodarowanym terenem zarezerwowanym od lat pod zieleń parkową.

## Ludność
Liczba mieszkańców osiedla Majowego spada z roku na rok, według danych na sierpień 2025, osiedle zamieszkuje 6494 osób, o 874 mniej, niż w 2015 (7368).

## Samorząd mieszkańców
Rada Osiedla Majowe liczy 15 członków. W wyborach do rad osiedli 20 maja 2007 roku udział wzięło 164 głosujących, co stanowiło frekwencję na poziomie 2,51%. W wyborach do rady osiedla 13 kwietnia 2003 udział wzięło 219 głosujących, co stanowiło frekwencję 3,23%.
22 maja 2011 roku w wyborach do Rad Osiedli na 6493 uprawnionych do głosowania wzięło udział 174 mieszkańców i frekwencja wyniosła 2,68%.
Skład Rady Osiedla Majowe kadencja 2011-2015:
1. Walaszkowski Roman – Przewodniczący Rady Osiedla
2. Brończyk Artur – Wiceprzewodniczący Rady Osiedla
3. Tuszyńska-Gronet Elżbieta – Wiceprzewodnicząca Rady Osiedla
4. Dorżynkiewicz Wojciech – Sekretarz Rady Osiedla
5. Mirus Iwona – Skarbnik
6. Biskupski Marcin
7. Borkowski Henryk
8. Borysewicz Witold
9. Depta Maria
10. Dziadura Aleksandra
11. Fechner Renata
12. Pałgan Anna
13. Skiba Wanda
14. Wagner-Juszkiewicz Anna
15. Walaszek Jolanta[10]

Samorząd osiedla utworzono w 2003 roku wskutek podziału ówczesnego osiedla Majowe-Kijewo na osiedle Majowe oraz Kijewo. W 2005 roku ustalono nowy przebieg granicy pomiędzy osiedlem Majowe a osiedlem Dąbie.
Ponadto na osiedlu funkcjonuje rada osiedla spółdzielczego „Majowe” Spółdzielni Mieszkaniowej „Dąb”.

## Oświata
- Przedszkole Publiczne nr 61, ul. Maciejowicka 26
- Szkoła Podstawowa nr 22, ul. Zofii Nałkowskiej 33
- Środowiskowe Ognisko Wychowawcze TPD, ul. Kosynierów 16
- Świetlica muzyczno-plastyczna, ul. Wańkowicza 14
- Niepubliczna Szkoła Podstawowa „Legato” ul. Marii Dąbrowskiej 18

## Infrastruktura

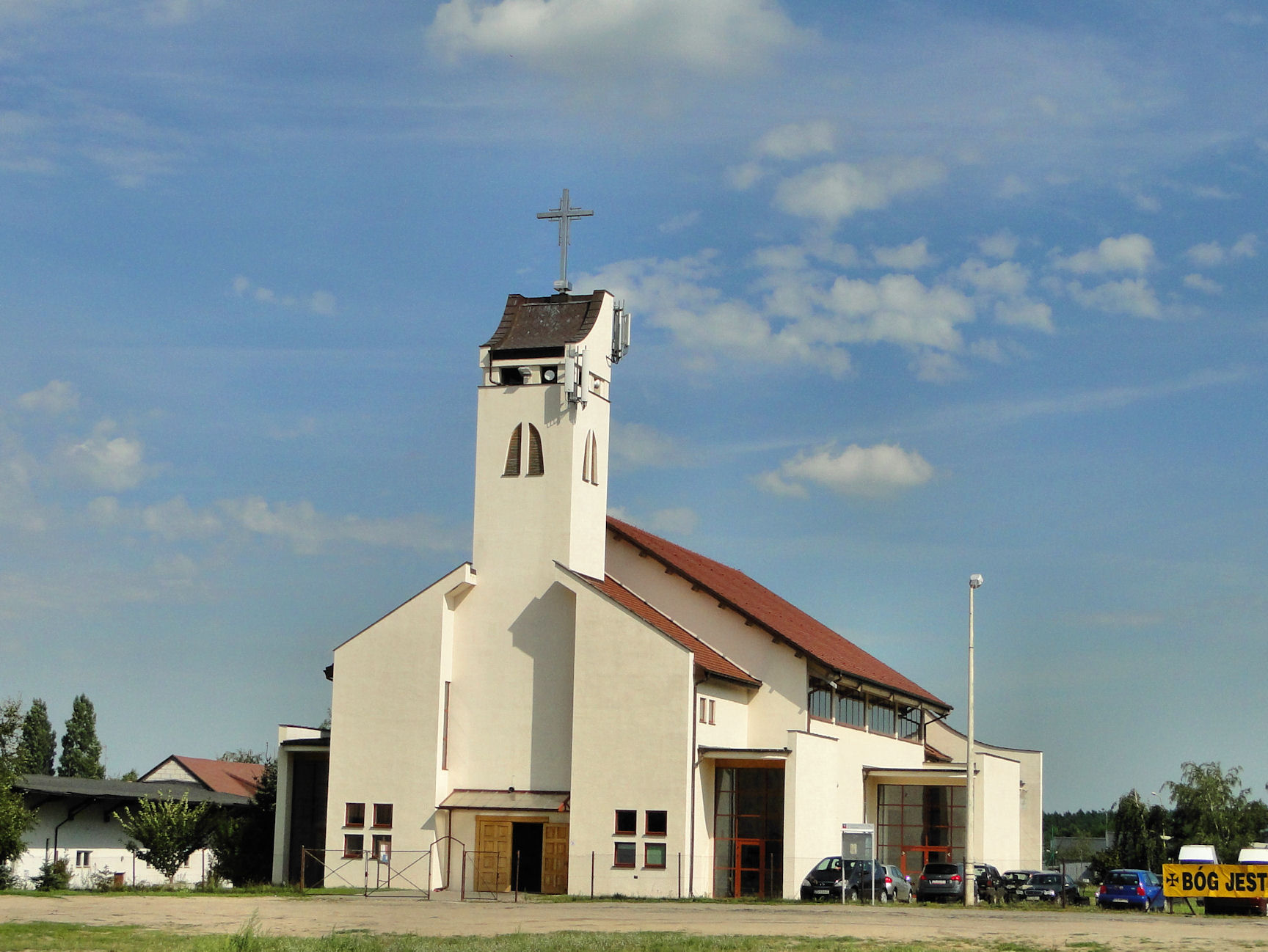
Kościół Opatrzności Bożej

Na terenie osiedla znajduje się katolicki kościół pw. Opatrzności Bożej (Parafia Opatrzności Bożej w Szczecinie), Sala Królestwa Świadków Jehowy, Filia nr 50 Miejskiej Biblioteki Publicznej.
Zaplecze handlowe stanowi hipermarket Auchan, Centrum Handlowe „Outlet Park”, Centrum Handlowe „Słoneczne”, Centrum Handlowe „Neo” oraz dużo mniejszych punktów handlowych. W bezpośrednim sąsiedztwie znajdują się także hipermarkety Kaufland, Carrefour oraz Leroy Merlin i Castorama. W obrębie osiedla znajduje się również szereg placówek usługowych.
Z powodu położenia osiedla blisko ulicy Struga (DK10), jednej z arterii komunikacyjnych Szczecina, osiedle ma dobre połączenie z resztą miasta. Środki komunikacji publicznej, których kurs prowadzi przez osiedle Majowe to autobusy dzienne: B, 54, 65, 66, 71, 77 oraz nocne: 531 oraz 532. Niedaleko osiedla jest położona stacja kolejowa Szczecin-Dąbie.

## Zobacz też

Galeria
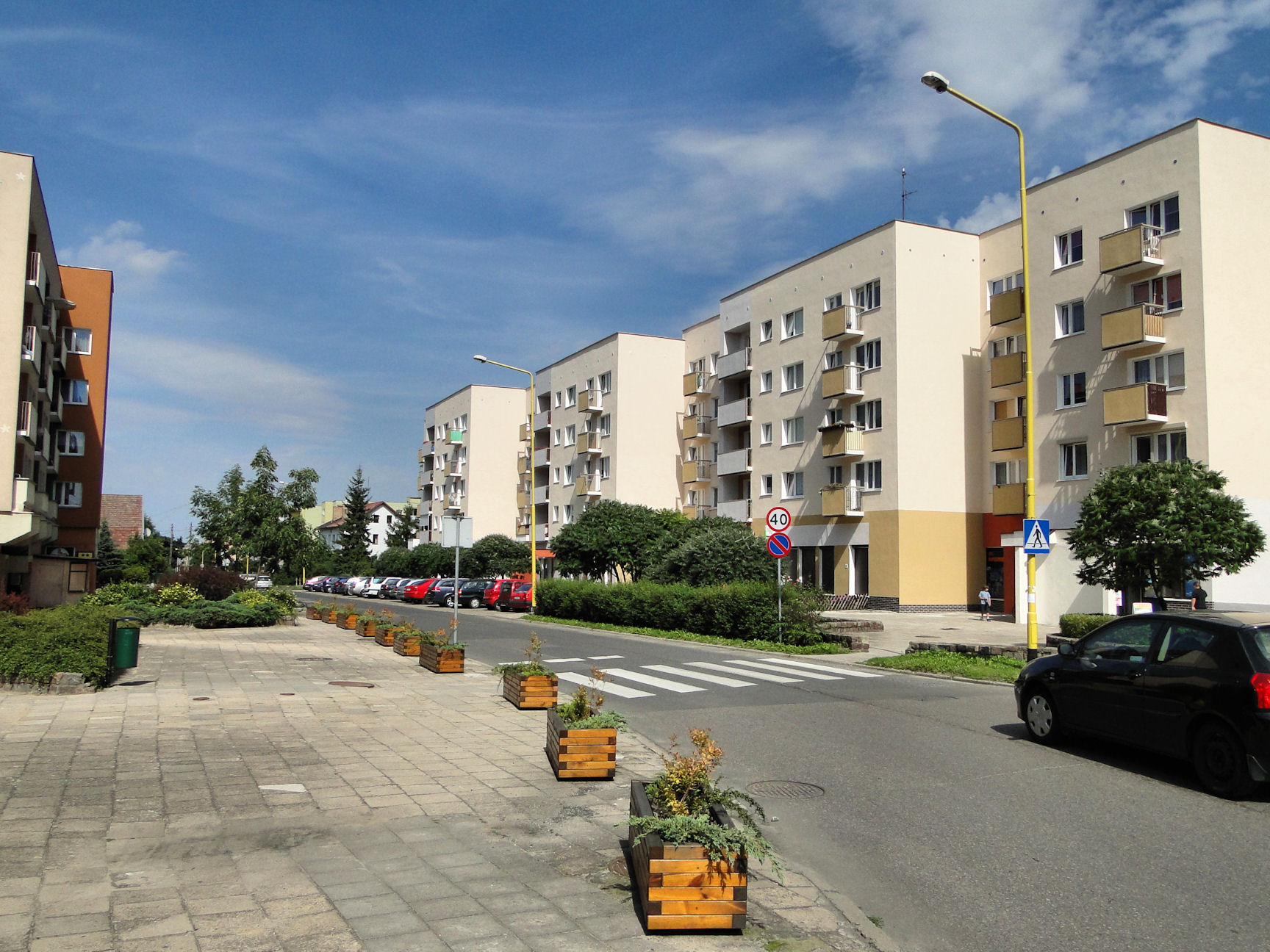
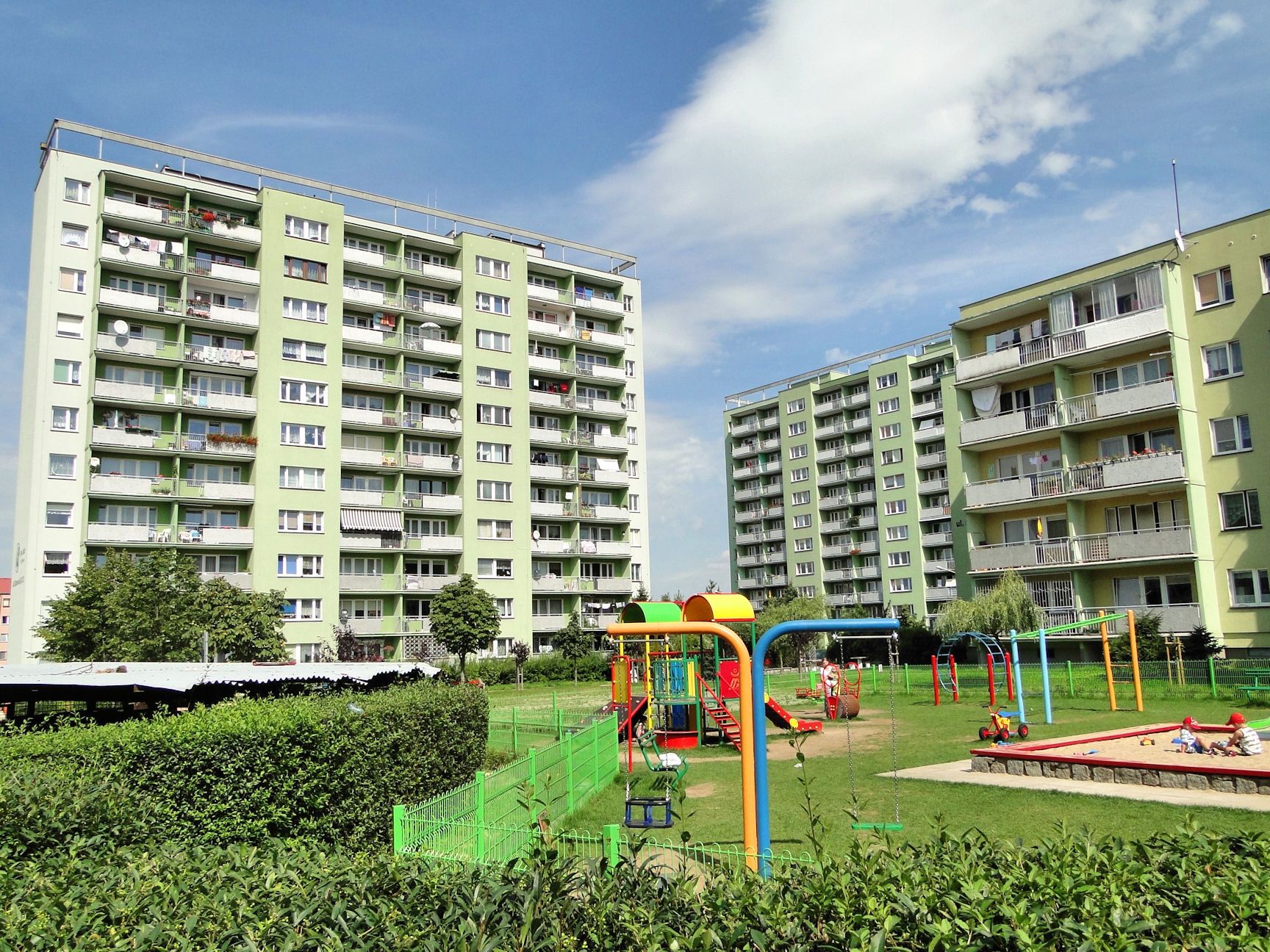
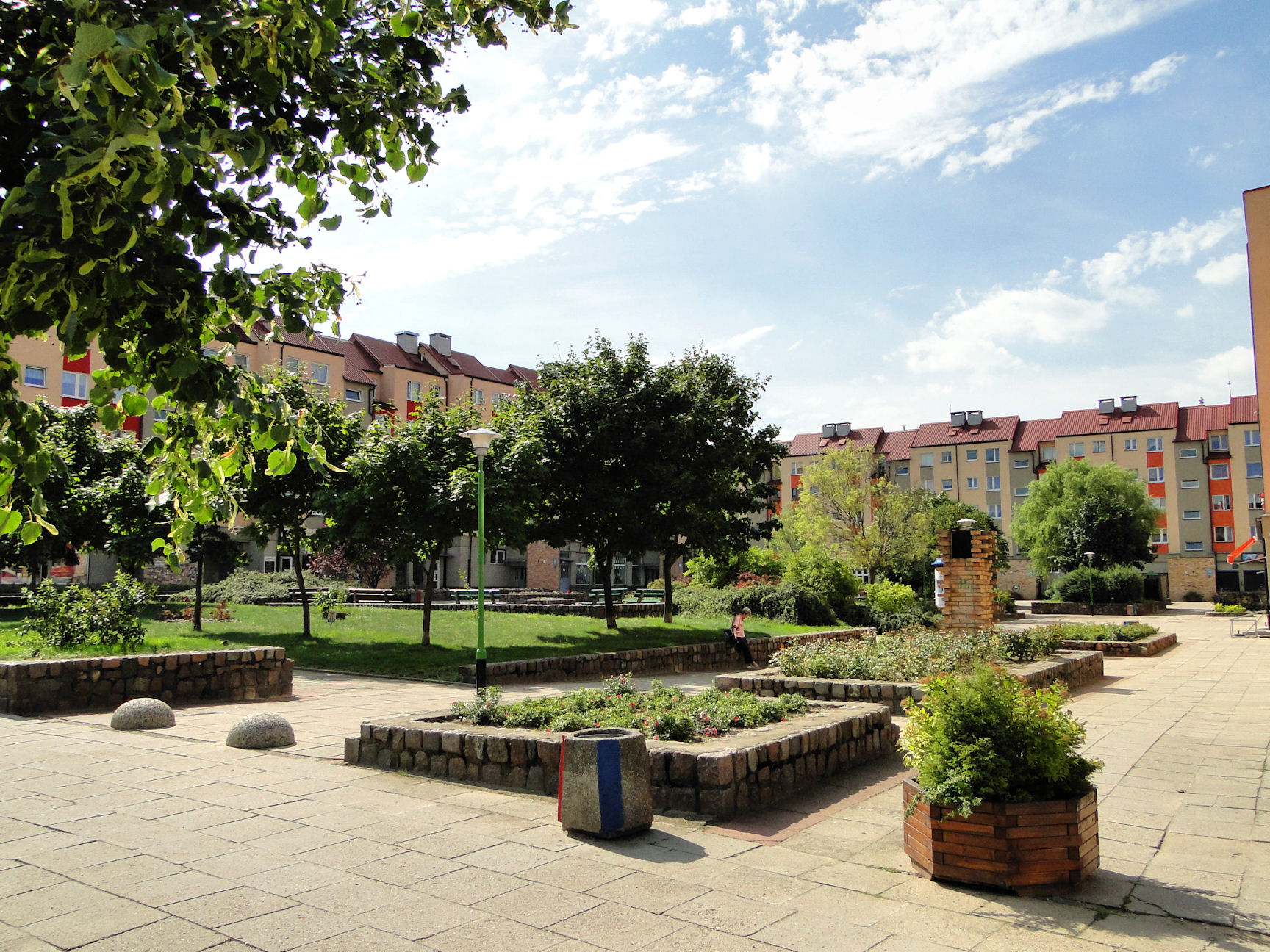
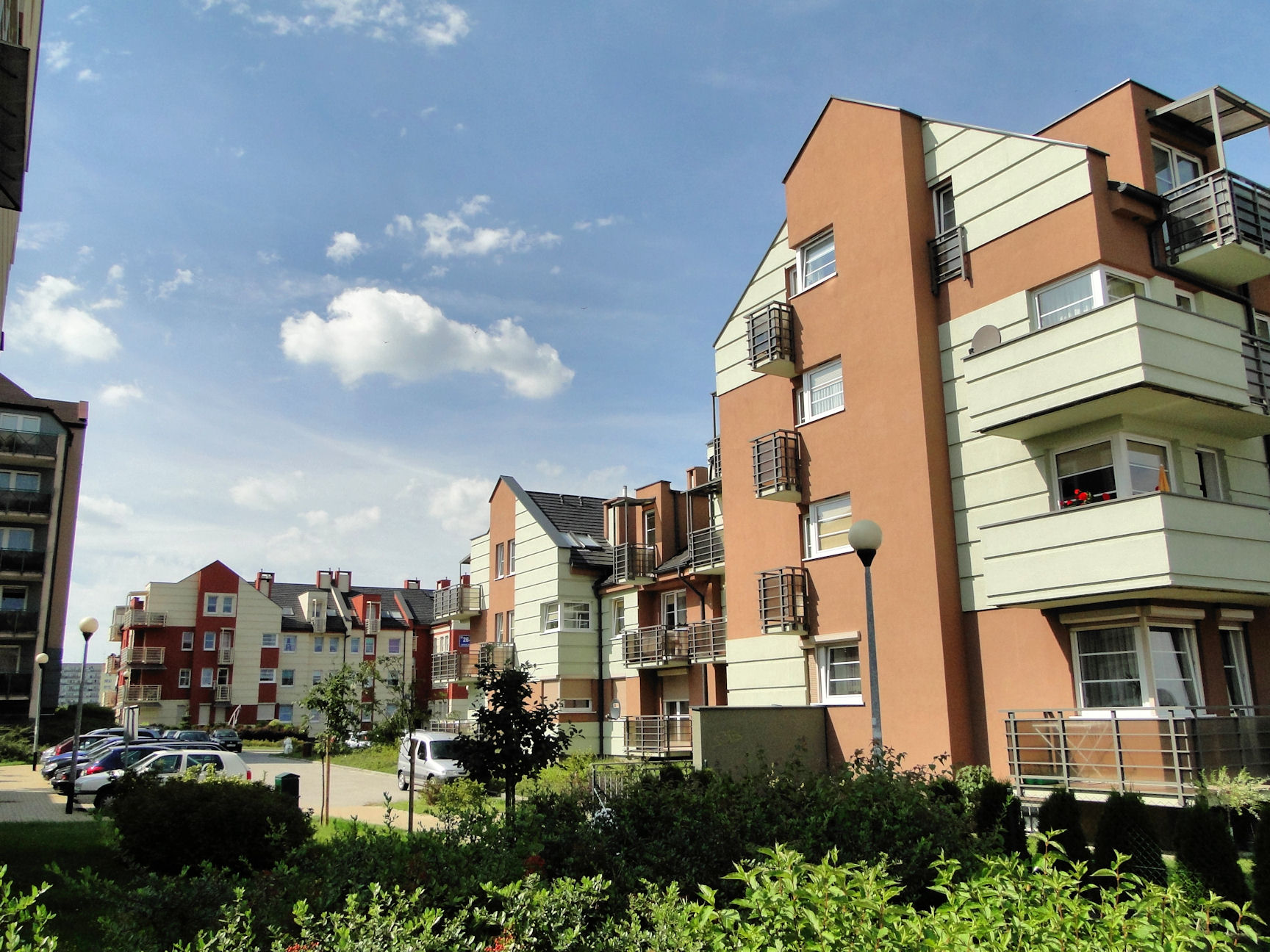
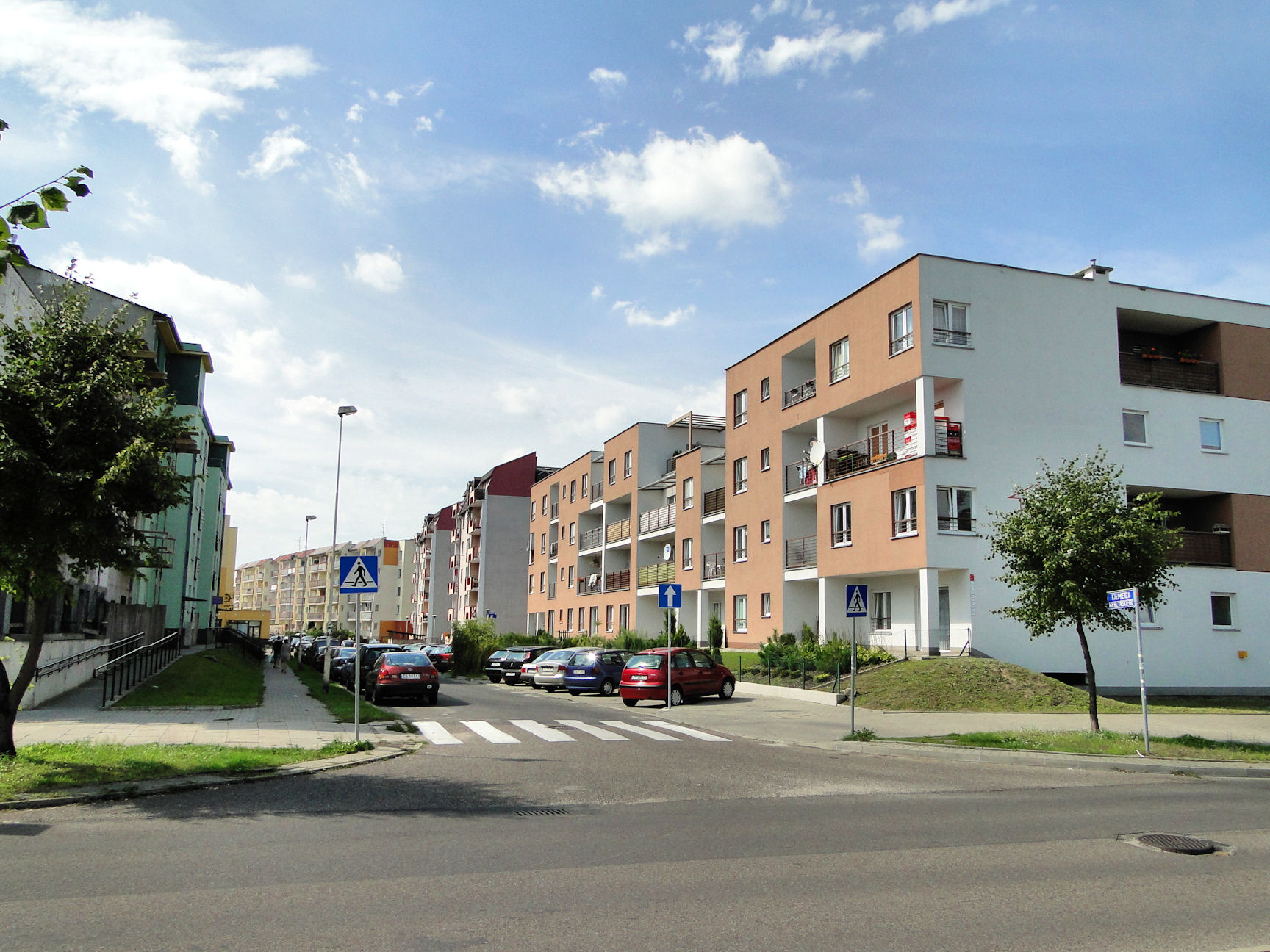